# Heart Lake
Pour les articles homonymes, voir Heart (homonymie).
Ne doit pas être confondu avec lac Heart.
Heart Lake est une bande indienne en Alberta au Canada. Elle possède trois réserves dont une est partagée avec cinq autres bandes et est basée à Lac La Biche. En avril 2016, elle avait une population totale inscrite de 347 membres dont 214 vivaient sur une réserve. Elle est affiliée au conseil tribal Tribal Chiefs Ventures Incorporated et est signataire du Traité 6.

## Réserves
| Nom             | Superficie (ha) | Emplacement                       |
| --------------- | --------------- | --------------------------------- |
| Blue Quills     | 96,20           | 3 km à l'ouest de Saint-Paul      |
| Heart Lake 167  | 4 496,20        | 45 km au nord-est de Lac La Biche |
| Heart Lake 167A | 8,30            |                                   |